# 里德·布拉德
里德·威廉·布拉德（英語：Reader William Bullard，1885年12月5日—1976年5月24日），英国的外交官、作家。曾经担任英国驻伊朗大使，和苏联大使安德烈·安德烈耶维奇·斯米尔诺夫施压伊朗国王礼萨·巴列维，驱赶德国在伊朗势力，并迫使逼礼萨·巴列维退位，把王位交给王储穆罕默德-礼萨·巴列维。

## 作品
- 《Britain and the Middle East》(1951年)
- 《The Camels Must Go: An Autobiography》(1961年)[3]